# Station Zuid (Efteling)
Station Zuid is een voormalig treinstation in het Nederlandse attractiepark de Efteling. Het station was onderdeel van de Efteling Stoomtrein Maatschappij.
Het station opende in 1988 in het huidig Anderrijk en sloot in 1995.

## Geschiedenis
Station Zuid was tussen 1988 en 1995 een halte van de stroomtrein en was niet meer dan een verhoogd perron met een naambord. Het perron opende op de plaats waar tot 1984 het passeerspoor lag, toen het treintraject nog niet gesloten was. Gedurende de openingsjaren van het station waren er plannen om het station een volwaardig station te maken, maar deze werden nooit uitgevoerd. Er werd gedacht om het station te verplaatsen of het aan te kleden in een Oosters thema. In 1995 sloot het station en werd het afgebroken voor de bouw van Fata Morgana Evenementencomplex.
Lijst van attracties in de Efteling · Lijst van sprookjes in de Efteling · Afbeeldingen